# غوستاف ماي
غوستاف ماي (بالإنجليزية: Gustave May)‏ هو مصور أمريكي، ولد في 2 يونيو 1879 في نيويورك في الولايات المتحدة، وتوفي في 31 مايو 1943 في باراموس في الولايات المتحدة.